# Frederik Clausen
Frederik Kiehn Clausen (født 29. juli 1995) er en dansk håndboldspiller, som spiller i GOG og Danmarks herrehåndboldlandshold
Han har spillet hele karrieren i GOG og er kaptajn for klubben.